# علی عبده
علی عبدُه یا عبدو (۱۳۰۳ –۱۳۵۸) مدیر ورزشی اهل ایران بود. وی بیشتر به خاطر بنیانگذاری باشگاه ورزشی پرسپولیس و بولینگ عبده مشهور است. او مدتی نیز رئیس فدراسیون بوکس ایران بود.وی پسر شیخ محمد عبده بود همچنین از وی دو پسر به نام های رضا عبده و سالار عبده به جا مانده‌است.

## زندگی
علی محمد عبده در خانواده‌ای مذهبی در بروجرد به دنیا آمد و فرزند شیخ محمد عبده بروجردی، نخستین دادستان دوران رضاشاه پهلوی بود. او ۳ برادر به نام‌های جلال، مهدی و حسین داشت. جلال، برادر بزرگ او، نماینده ایران در سازمان ملل متحد بود. در سال ۱۳۳۶ با هما مهاجرین ازدواج کرد. یکی از فرزندان او به نام رضا عبده کارگردان نمایش و نمایش‌نامه‌نویس بود. پسر دیگر او سالار عبده که نویسنده و استاد نویسندگی خلاق در سیتی کالج نیویورک است. او همچنین دختری به نام نگار (زاده ۱۳۵۲) و پسری بنام علی (زاده ۱۳۵۷) دارد.

### مصادرهٔ اموال
پس از انقلاب سال ۱۳۵۷، در جریان مصادره اموال و دارایی‌ها، تقریباً تمامی اموال وی، از جمله باشگاه فرهنگی ورزشی پرسپولیس مصادره شد. فرزندان عبده تاکنون اقدامی برای بازپس‌گیری اموال مصادره شده پدرشان در ایران نکرده‌اند. پس از مصادره اموال، وی به آمریکا رفت. عبده در ۹ بهمن سال ۱۳۵۸، در حالی که در جکوزی بود بر اثر سکته درگذشت.

### در آمریکا
عبده یک مشت‌زن حرفه‌ای بود. او در سال‌های ۱۹۵۰ و ۱۹۵۲ در دو وزن مختلف قهرمان بوکس واشینگتن شد. او میان سال‌های ۱۹۵۳ تا ۱۹۵۵ رئیس امور ورزش ارتش ایالات متحده آمریکا در واشینگتن بود. او سپس رئیس فدراسیون والیبال واشینگتن نیز شد

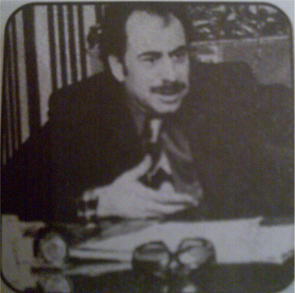
موسس باشگاه پرسپولیس تهران در سال ۱۹۷۶

### بازگشت به ایران
عبده پس از کودتای ۲۸ مرداد ۱۳۳۲ به ایران بازگشت و شرکت سهامی سی‌آرسی را در سال ۱۳۳۵ بنیانگذاری کرد. فاطمه پهلوی و محمد امیر خاتمی نیز دیگر سهامداران عمده این شرکت بودند.
آذر ابتهاج، نماینده مجلس شورای ملی به دلیل اختلاف با او بر سر بولینگ عبده به جان او سوءقصد می‌کند. او دو نفر را اجیر می‌کند تا با چاقو به او حمله‌ور شوند. آن دو نفر در خیابان مفتح امروزی او را مضروب می‌کنند. افرادی عبده را به بیمارستان هشترودی می‌رسانند تا او از مرگ نجات یابد. یکی از ضاربان نیز دستگیر می‌شود.

### ویژگی‌های اخلاقی و روابط با دیگران
جواد الله‌وردی نقل می‌کند که او یک بار سرایدار باشگاه پرسپولیس (محمود رشتی سلمانی) که به بیماری روماتیسم قلبی مبتلا بود، را با هزینه شخصی خود برای درمان به انگلستان فرستاده‌است و به بازیکنانی که ازدواج می‌کرده‌اند هدیه می‌داده‌است. ماجرای سیلی زدن او به صفر ایرانپاک به خاطر عکس انداختن با یک هنرپیشه زن نیز نقل شده‌است.
عبده و پرویز خسروانی، مدیرعامل باشگاه تاج همواره رقابت شدید داشتند. او با محمود خیامی و محمد امیر خاتمی نیز رابطه نزدیکی داشت. پس از مرگ خاتمی در سال ۱۳۵۲، او با فاطمه پهلوی اختلاف مالی پیدا کرد. در سال ۱۳۵۶، بولینگ عبده آتش گرفت و بیمه همه خسارت را به فاطمه پهلوی پرداخت. عبده با آذر ابتهاج که صاحب بولینگ معروف ونک بود نیز اختلاف داشت. عبده موفق شد با زیرکی و با استفاده از روابط شخصی بولینگ آذر ابتهاج را تعطیل کند.
پس از انقلاب ۱۳۵۷، سازمان مجاهدین راه حق با کشف اسرار تازه ای درمورد مرگ تختی، اعلام داشت که در قتل تختی، علی عبده رئیس باشگاه پرسپولیس و عطارپور معروف به حسین‌زاده، عضو مؤثر و فعال ساواک همکاری نزدیک داشته‌اند.

### یادکرد منابع
1. ↑  «کاش همه باشگاه پرسپولیس می‌سوخت». ایسنا. ۱۱ بهمن ۱۳۹۴.[پیوند مرده]
2. ↑  «علی عبده (Ali Abdoh)». ۱۲ بهمن ۱۳۹۲.[پیوند مرده]
3. ↑  Mohammed (۲۰۱۹-۰۴-۱۵). «علی‌محمد عبده؛ مدیر پرسپولیس و بولینگ عبده». توانا. دریافت‌شده در ۲۰۲۰-۰۹-۲۹.
4. 1 2  حدادپور، ظهور و سقوط سلطنت مدیران در پرسپولیس
5. 1 2 3 4 5
6. 1 2  حدادپور، این فوتبال سیلی علی عبده را می‌خواهد
7. ↑  ظهور و سقوط سلطنت پهلوی جلد دوم، ص. صفحه ۴۵۳
8. ↑  ناصری، ظهور آبی و قرمز در تاریکخانه سیاست
9. ↑  ظهور و سقوط سلطنت پهلوی جلد دوم، ص. صفحه ۲۳۸
10. ↑  Entekhab.ir، پایگاه خبری تحلیلی انتخاب | (۱۳۹۹/۰۳/۲۹). «۲۸ خرداد ۱۳۵۸؛ علی عبده به قتل تختی متهم شد + عکس». fa. دریافت‌شده در 2022-05-07. تاریخ وارد شده در |تاریخ= را بررسی کنید (کمک)

### فهرست منابع
- ویراستار (مؤسسه مطالعات و پژوهشهای سیاسی) (۱۳۶۹)، ظهور و سقوط سلطنت پهلوی، اطلاعات
- ربیعه، نازنین (۱۶ آذر ۱۳۸۵)، «شناختنامه علی عبده؛ پسر دادستان - برادر حاکم و پدر پرسپولیس»، روزنامه اعتماد، ش. شماره ۱۲۷۸
- ناصری، امیرحسین (۲۲ آذر ۱۳۸۶)، «ظهور آبی و قرمز در تاریکخانه سیاست»، روزنامه اعتماد، ش. شماره ۱۵۱۳
- حدادپور، مهدی (۶ خرداد ۱۳۸۸)، «این فوتبال سیلی علی عبده را می‌خواهد»، روزنامه ورزشی گل، ش. شماره ۹۵۲
- حدادپور، مهدی (۲۱ دی ۱۳۸۷)، «ظهور و سقوط سلطنت مدیران در پرسپولیس؛ شیرخواره ۴۱ ساله»، روزنامه ورزشی گل، ش. شماره ۸۵۳
- حدادپور، مهدی؛ زارعی، اصغر (۱۳۸۶)، سالنامه رسمی و فرهنگ مصور باشگاه فرهنگی ورزشی پرسپولیس ۱۳۸۶، به کوشش مجری طرح: خجسته، محمدرضا.، هنرکده خجسته
- حدادپور، مهدی (۱۳۸۱)، سالنامه پرسپولیس ۱۳۸۱، به کوشش مدیر اجرایی: عزت‌بخش، احمد.، آتلیه گرافیک هنرپرداز - روزنامه پیروزی

| پیشین: - | مدیر باشگاه پرسپولیس دی ۱۳۴۲–۱۳۵۲ | پسین: مصطفی مکری |